# Fiera di Primiero
Fiera di Primiero é uma comuna italiana da região do Trentino-Alto Ádige, província de Trento, com cerca de 541 habitantes. Estende-se por uma área de  km², tendo uma densidade populacional de  hab/km². Faz fronteira com Siror, Tonadico, Transacqua.